# Cikampek Selatan
Cikampek Selatan is een bestuurslaag in het regentschap Karawang van de provincie West-Java, Indonesië. Cikampek Selatan telt 10.282 inwoners (volkstelling 2010).